# Tiberto, Conde de Madrie
Tiberto (Teuteberto, Teodeberto ou Teodorico) é um conde de Madrie do século IX da família dos nibelúngidas, seria filho de Nibelungo I, e neto de Quildebrando I, e de uma nobre da família dos guilhérmidas.

## Biografia
A única certeza sobre este conde é que ele é o pai de Ingeltruda (ou Ringarda), que desposou em 822 o rei Pepino I da Aquitânia. Mas João Depoin, e Léon Levillain identificam-no como missi dominici homónimo enviado em 802 por Carlos Magno para pacificar os transtornos provocados por adversários do bis[ ]po Teodulfo.
Uma esposa, cujo nome permanece desconhecido, deu à luz :
- Roberto, conde palatino, casado com Aga, filha de Vicfredo, conde de Bourges;
- Ingeltruda (ou Ringarda), esposa do rei Pepino I da Aquitânia.